# Leslie Caron
Leslie Caron (Boulogne-Billancourt, 1931. július 1. –) Golden Globe-, Primetime Emmy- és BAFTA-díjas francia származású amerikai színésznő, balett-táncos.

## Élete és pályafutása
Táncot tanult, majd elvégezte a konzervatóriumot. 1949-ben balerina lett, és Roland Petit híres Champs Elysée társulatának tagjaként bejárta Európát. 1950-ben Hollywoodba került. 
1951–2003 között 45 filmben volt látható. Kezdetben táncosnőként Fred Astaire és Gene Kelly partnere volt, majd egyre inkább színészi képességei kerültek előtérbe. 1951-ben a terhes Cyd Charisse helyett őt választották az Egy amerikai Párizsban című filmmusicalhez. Híres szerepe a Colette regénye nyomán forgatott, számos Oscar-díjjal kitüntetett Gigi (1958) címszerepe. 1963-ban a Kiadó szoba című film női főszereplőjeként Oscar-díjra jelölték. 1995-ben a Nevess, ha fáj című filmben Jerry Lewis és Oliver Platt partnere volt. 2000-ben szerepet kapott a Csokoládé című romantikus filmben is. 2003-ban a Válás francia módra című filmben, amelyet James Yvory rendezett, Kate Hudson és Naomi Watts partnereként játszott.
1954 óta a Párizsi Balett tagja. 1967-ben tagja volt az 5. Moszkvai Nemzetközi Filmfesztivál zsűrijének. 1989-ben a 39. Berlini Nemzetközi Filmfesztivál zsűritagja volt. 2009-ben csillagot kapott a Hollywood Walk of Fame-en.

## Magánélete
1951–1954 között Geordie Hormel (1928–2006) amerikai zeneszerző házastársa volt. 1956-ban ment férjhez Peter Hall (1930-) angol filmrendezőhöz, házasságuk 1965-ig tartott. 1969–1980 között Michael Laughlin filmrendező, forgatókönyvíró volt a férje.

## Filmjei

### Színészként
- Egy amerikai Párizsban (1951)
- A köpenyes ember (The Man with a Cloak) (1951)
- Dicsőség fasor (Glory Alley) (1952)
- Három szerelem története (The Story of Three Loves) (1953)
- Lili (1953)
- Hosszúláb papa (1955)
- Az üvegcipellő (1955)
- Gaby (1956)
- Gigi (1958)
- Az orvos dilemmája (The Doctor's Dilemma) (1958)
- Austerlitz (1960)
- A földalattiak (1960)
- Fanny (1961)
- Kiadó szoba (1962)
- A négy igazság (Les quatre vérités) (1962)
- A sötétség fegyverei (Guns of Darkness) (1962)
- Lúd atya (1964)
- Különös szívesség (1965)
- Ígérj neki bármit! (Promise Her Anything) (1965)
- Párizs ég? (1966)
- A családapa (1967)
- Carola (1973)
- A királynő törvényszéke (1974)
- A férfi, aki szerette a nőket (1977)
- Valentino (1977)
- Nicole (1978)
- Szerződés (1980)
- A magányos Chanel (1981)
- Meghökkentő mesék V. (1982)
- Veszélyes lépések (1984)
- Tánc, a csodák csodája (1985)
- Szerelemhajó (1986)
- A férfi, aki a Ritzben lakott (1988)
- Menekülés (1990)
- A Lenin-vonat (1990)
- Végzet (1992)
- Normandia: a partraszállás (1994)
- Nevess, ha fáj (1995)
- Oltári tánc (1995)
- Danielle Steel: A gyűrű (1996)
- Zátonyok között (1999)
- Az utolsó szőke bombázó (2000)
- Csokoládé (2000)
- Gyilkosság az Orient expresszen (2001)
- Válás francia módra (2003)
- Esküdt ellenségek: Különleges ügyosztály (2006)
- Jo, a profi (2013)

### Filmzenéi
- Egy amerikai Párizsban (1951)
- Lili (1953)
- Hosszúláb papa (1955)
- Gigi (1958)
- Hollywood, Hollywood I-II. (1974-1976)
- Amikor az oroszlán elbődül (1992)

## Művei
- Vengeance (1982)
- Thank Heaven (2009)
- Une Française à Hollywood (Mémoires) (2011)

## Fontosabb díjak és jelölések
Oscar-díj
- 1954 jelölés: legjobb női főszereplő Lili
- 1964 jelölés: legjobb női főszereplő Kiadó szoba

BAFTA-díj
- 1954 díj: legjobb női főszereplő Lili
- 1963 díj: legjobb női főszereplő Kiadó szoba

Golden Globe-díj
- 1959 jelölés: legjobb női főszereplő –  filmmusical vagy vígjáték Gigi
- 1962 jelölés: legjobb női főszereplő – filmdráma Fanny
- 1964 díj: legjobb női főszereplő – filmdráma Kiadó szoba

Emmy-díj
- 2007 díj: legjobb vendégszereplő drámai sorozatban Law & Order: Special Victims Unit